# Kanjon
Kanjon je globoko zarezana tesen s skoraj navpičnimi in koničastimi stenami. Izdolbla jo je reka, ko je rezala svoj tok skozi vodoravne kamninske sklade. Kanjoni so pogosto v predelih s pičlimi padavinami ali na za vodo prepustnih tleh. Eden najbolj znanih kanjonov na svetu je Veliki kanjon (The Grand Canyon) v ZDA.